# Pedraza de Alba
Pedraza de Alba è un comune spagnolo di 296 abitanti situato nella comunità autonoma di Castiglia e León.